# Packard Custom Eight
Packard Custom Eight – luksusowy samochód produkowany przez amerykańskie przedsiębiorstwo motoryzacyjne Packard, w latach 1928–1931, 1948 - 1950, od 5 (1928) do 8 (1931) serii aut; a następnie powrócono do nazwy w latach 1948–1950 (od 22 do 23 serii).

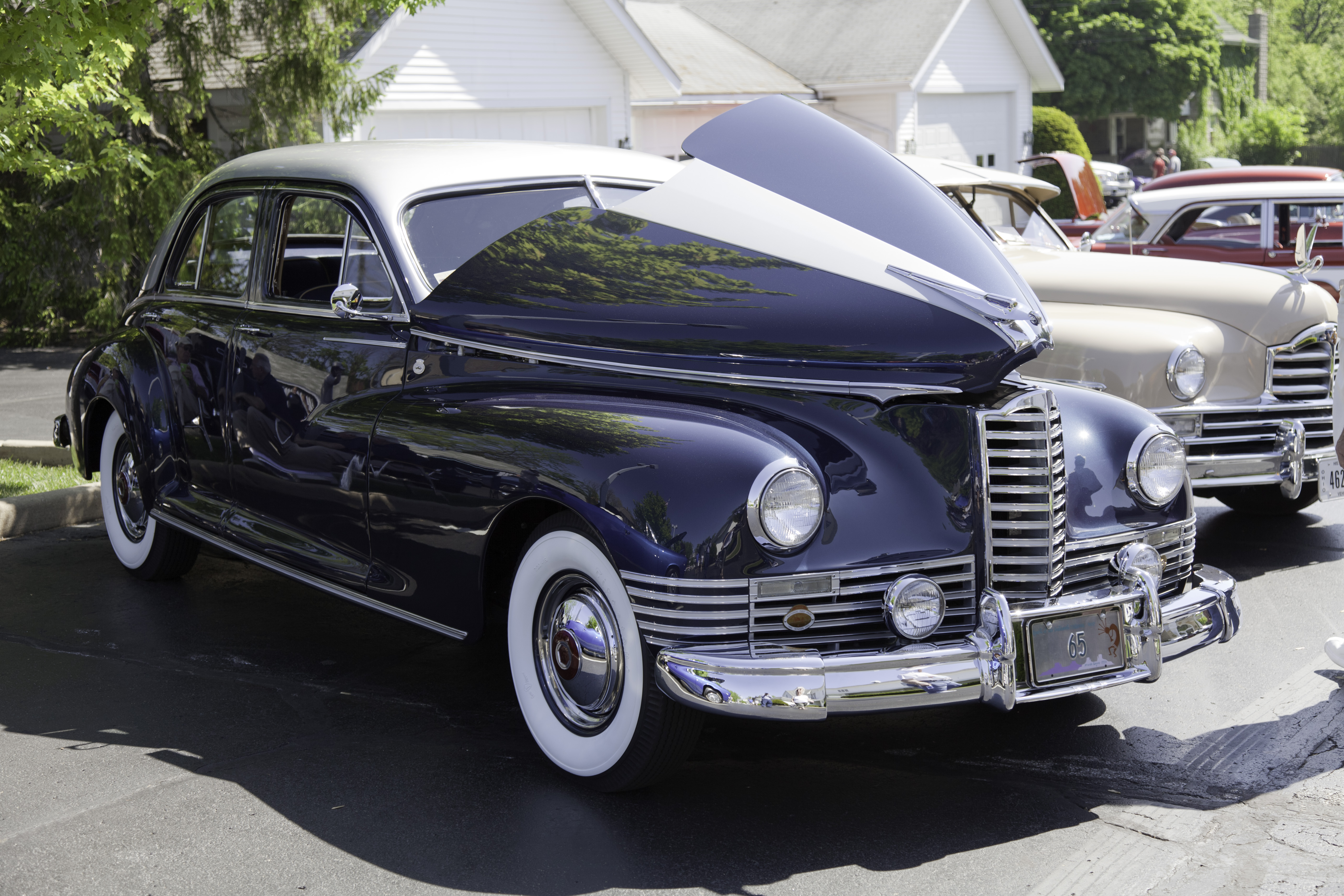
Packard Custom Eight (1947)

Występował w kilku odmianach nadwozia: Touring Sedan, Club Sedan, Limousine, Victoria Convertible Coupe (rocznik 1949).